# 托库斯-杜莫吉
托库斯-杜莫吉是巴西米纳斯吉拉斯州的一个市镇。总面积114.945平方公里，总人口3926人，人口密度34.2人/平方公里。